# عصب واگ
عصب واگ یا عصب واگوس (به انگلیسی: Vagus nerve) طولانی‌ترین عصب مغزی و دهمین زوج اعصاب مغزی از ۱۲ جفت عصب مغز است که در بلعیدن غذا، صحبت کردن، فعالیت‌های پاراسمپاتیک و گوارش نقش دارد. بخش حرکتی این عصب از نوع سوماتیک است و به نواحی حنجره و کام نرم و حلق عصب دهی می‌کند. این عصب بلندترین عصب مغزی است.
عصب شماره ۱۰ اطلاعات حسی درونی را از شکم و سینه دریافت می‌کند. در گذشته واگوتومی (قطع شاخه‌های انتهایی عصب واگ) یکی از روشهای درمان زخم پپتیک مقاوم به درمان بود. این عصب دارای دو گانگلیون است و به همراه اعصاب ۹ و۱۱ مغزی از بصل النخاع خارج می‌شود.https://illustration-medicale.com/produit/nerf-phrenique-hoquet-5739/

## ساختار
عصب واگ پس از خروج از بصل النخاع بین زیتون و پایک مخچه‌ای تحتانی، از سوراخ ژوگولار عبور کرده و سپس وارد غلاف کاروتید بین شریان کاروتید داخلی و ورید ژوگولار داخلی شده و به سمت گردن، قفسه سینه و شکم امتداد می‌یابد. در این نواحی، این عصب در عصب‌دهی به احشاء نقش دارد و تا روده بزرگ می‌رسد. عصب واگ علاوه بر ارسال پیام‌های حرکتی به اندام‌های مختلف، بین ۸۰ تا ۹۰ درصد از فیبرهای عصبی آوران را شامل می‌شود که اطلاعات حسی مربوط به وضعیت اندام‌های بدن را به سیستم عصبی مرکزی منتقل می‌کنند.
اعصاب واگ راست و چپ از حفرهٔ جمجمه از طریق سوراخ‌های ژوگولار نزول کرده، به غلاف کاروتید بین شریان‌های کاروتید داخلی و خارجی نفوذ می‌کنند و سپس در موقعیتی خلفی-جانبی نسبت به شریان کاروتید مشترک قرار می‌گیرند. جسم سلولی فیبرهای آوران احشایی عصب واگ به صورت دوطرفه در گانگلیون تحتانی عصب واگ (گانگلیون ندوز) واقع شده است. عصب واگ به موازات شریان کاروتید مشترک و ورید ژوگولار داخلی در داخل غلاف کاروتید حرکت می‌کند.
عصب واگ راست: عصب واگ راست، عصب حنجره‌ای راجعه راست را ایجاد می‌کند که در اطراف شریان زیرترقوه‌ای راست حلقه زده و بین نای و مری به سمت گردن صعود می‌کند. سپس عصب واگ راست از جلوی شریان زیرترقوه‌ای راست عبور کرده، در خلف ورید اجوف فوقانی قرار می‌گیرد، در خلف برونش اصلی راست نزول کرده و در شبکه‌های قلبی، ریوی و مری مشارکت می‌کند. این عصب، تنه واگال خلفی را در قسمت تحتانی مری تشکیل داده و از طریق هیاتوس مری وارد دیافراگم می‌شود.
عصب واگ چپ: عصب واگ چپ بین شریان کاروتید مشترک چپ و شریان زیرترقوه‌ای چپ وارد قفسه سینه شده و بر روی قوس آئورت نزول می‌کند. این عصب، عصب حنجره‌ای راجعه چپ را ایجاد می‌کند که در اطراف قوس آئورت در سمت چپ رباط شریانی حلقه زده و بین نای و مری صعود می‌کند. عصب واگ چپ همچنین شاخه‌های قلبی سینه‌ای را منشعب کرده، به شبکه ریوی تقسیم می‌شود، به شبکه مری ادامه داده و به عنوان تنه واگال قدامی از طریق هیاتوس مری در دیافراگم وارد شکم می‌شود.

## نگارخانه

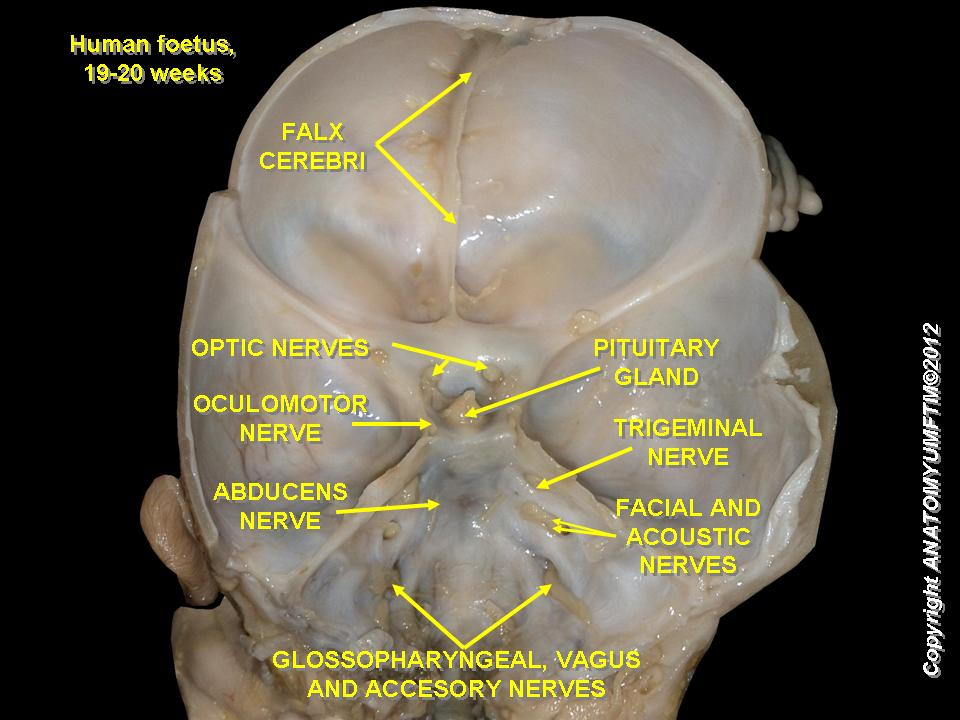
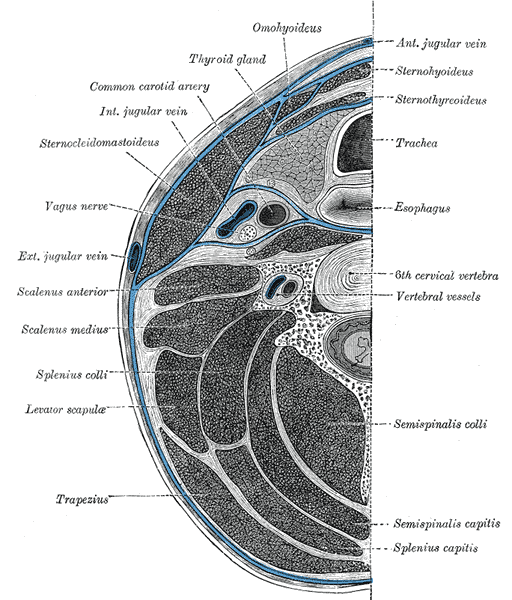
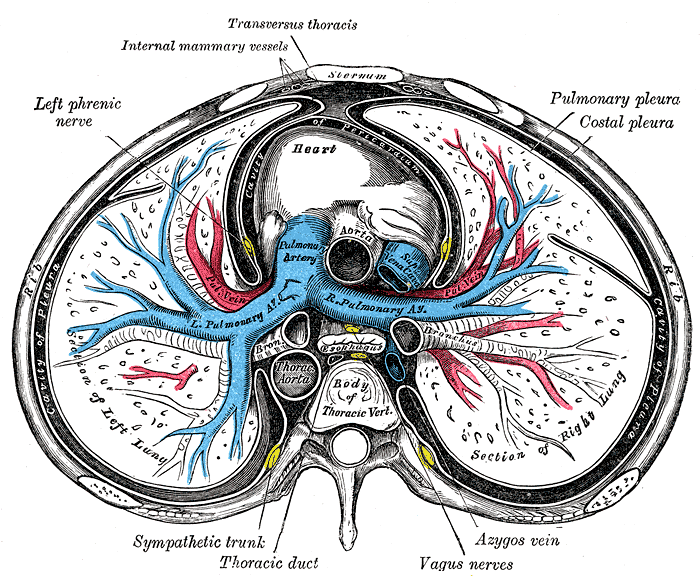
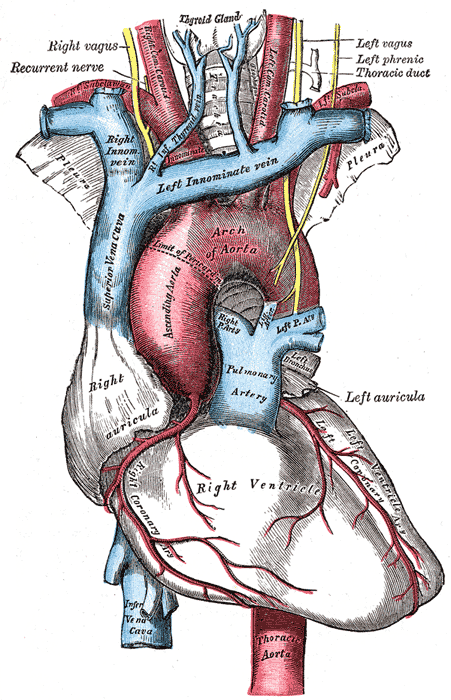
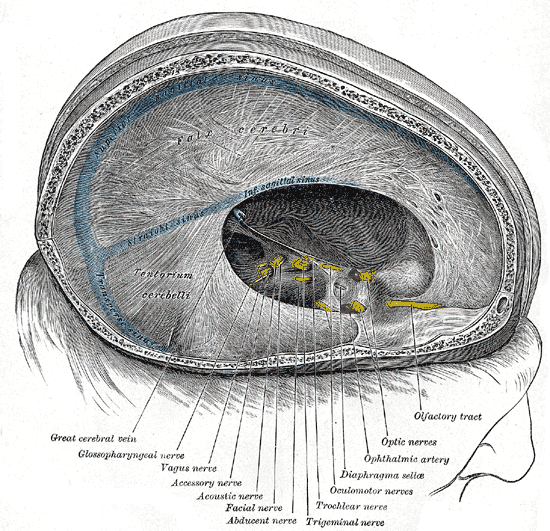
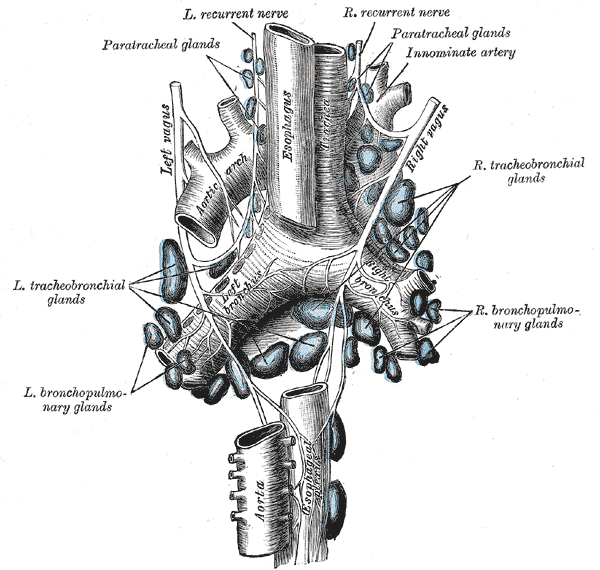
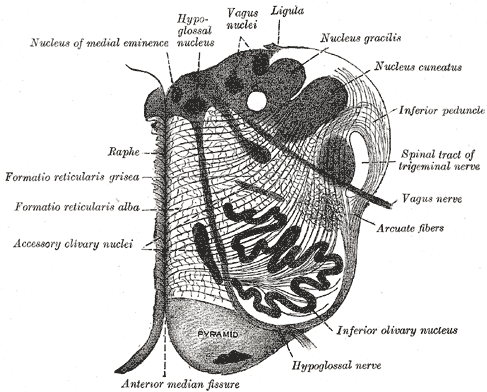
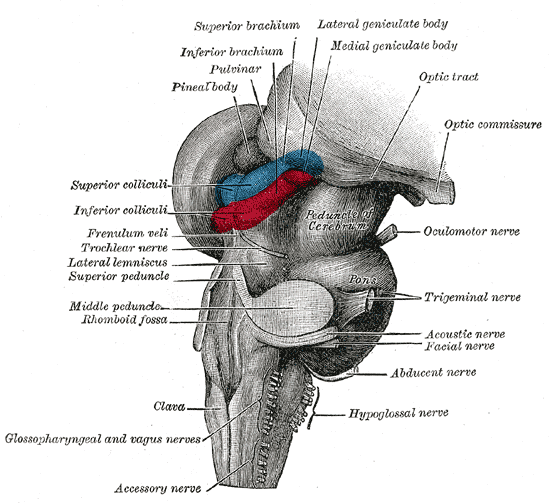
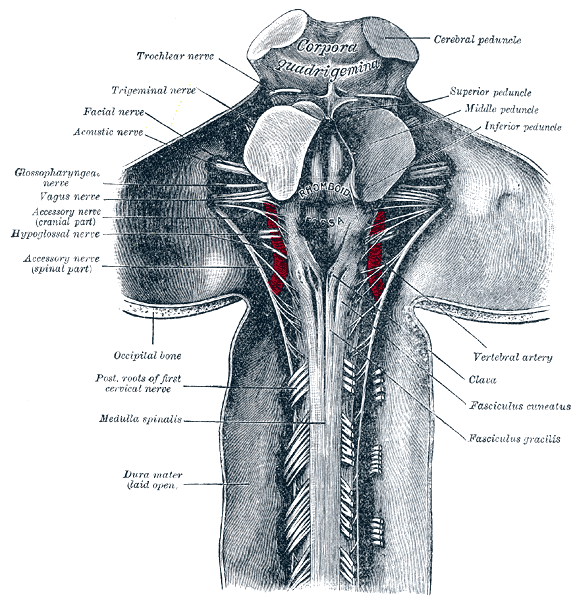
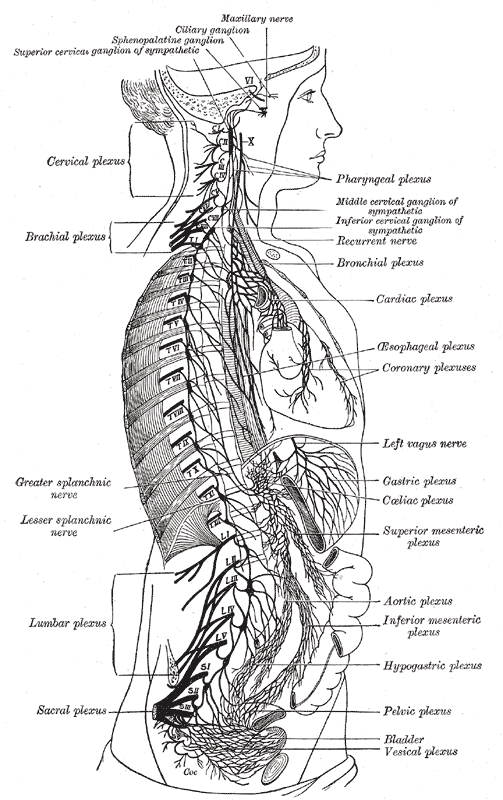
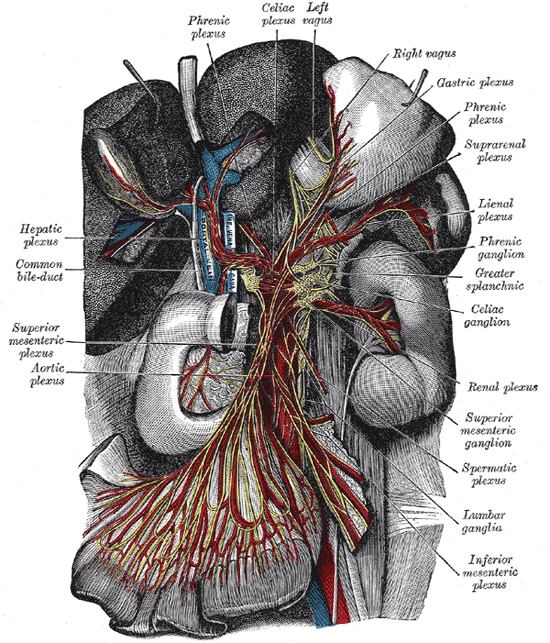
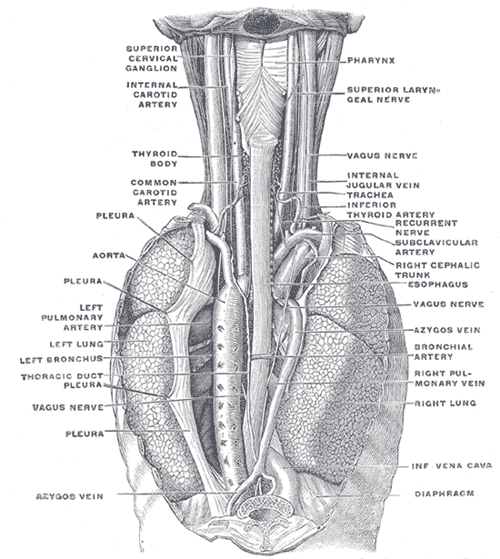
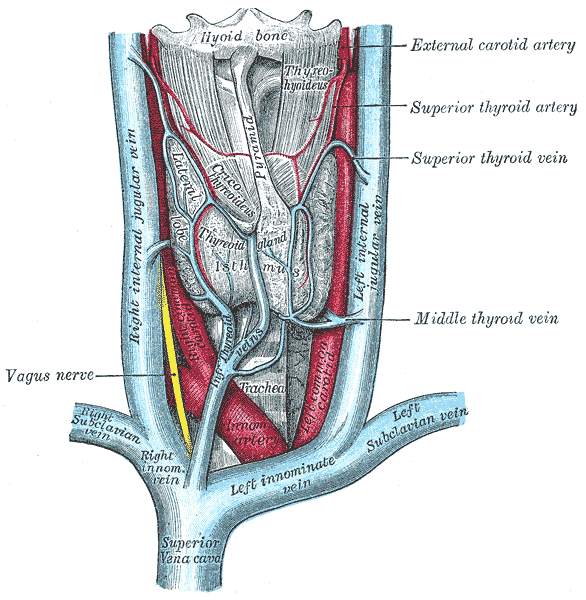
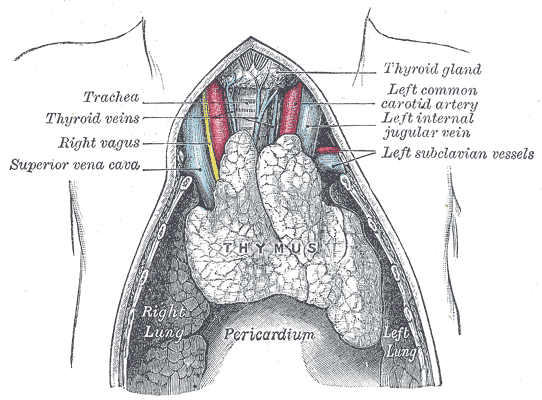
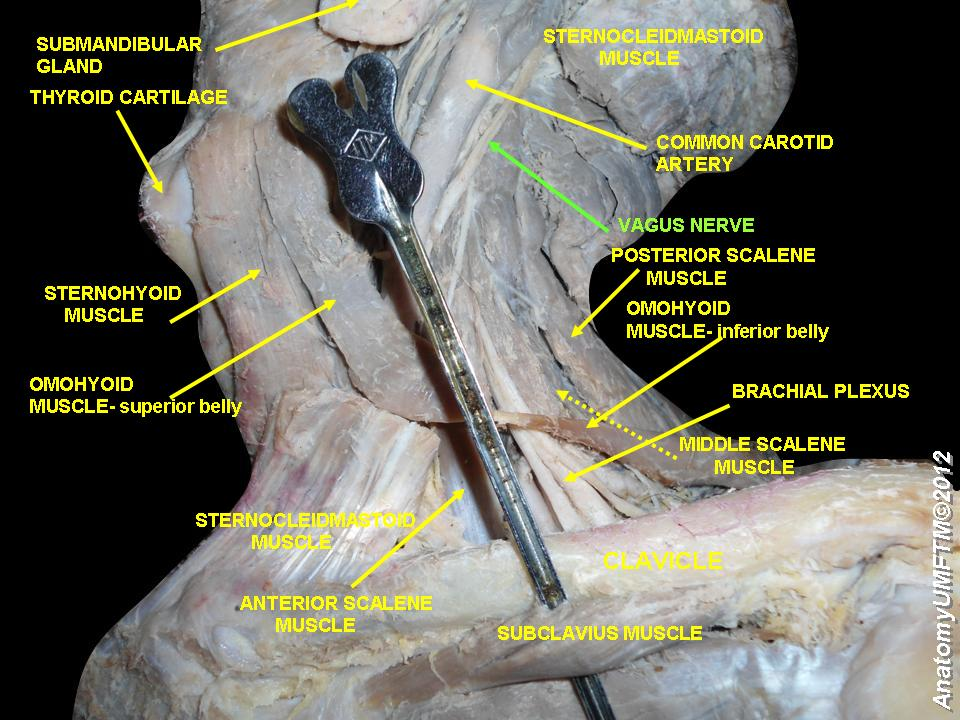
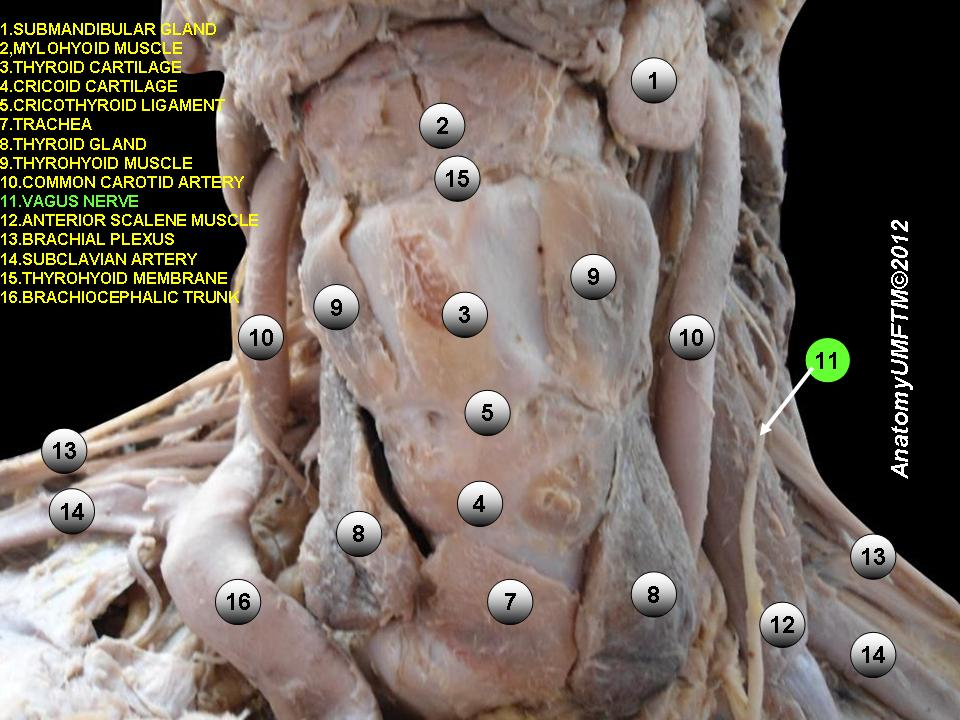
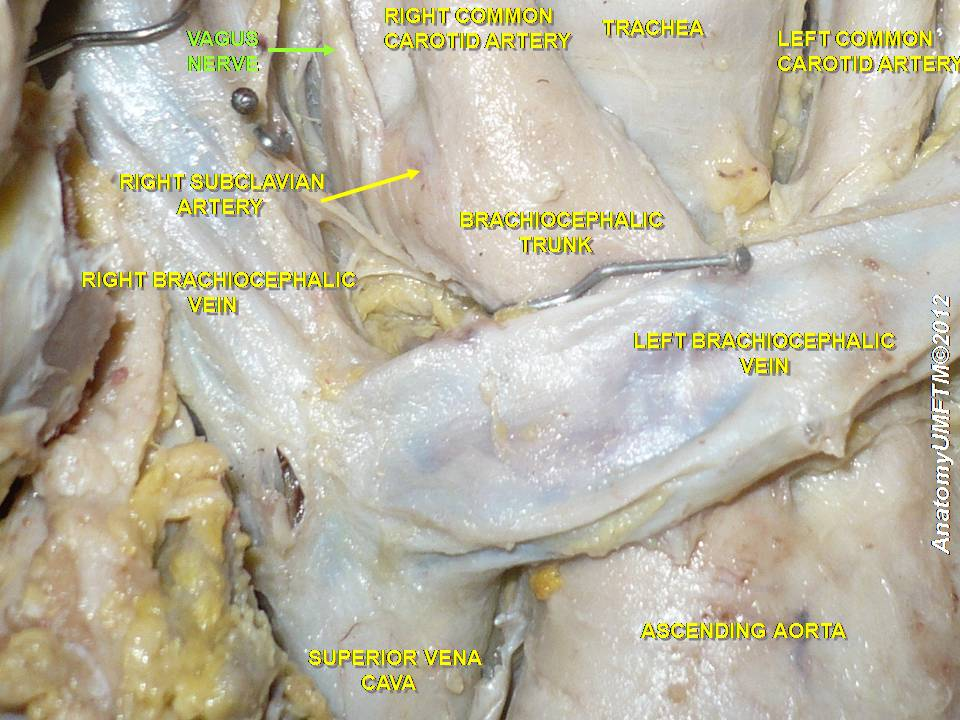
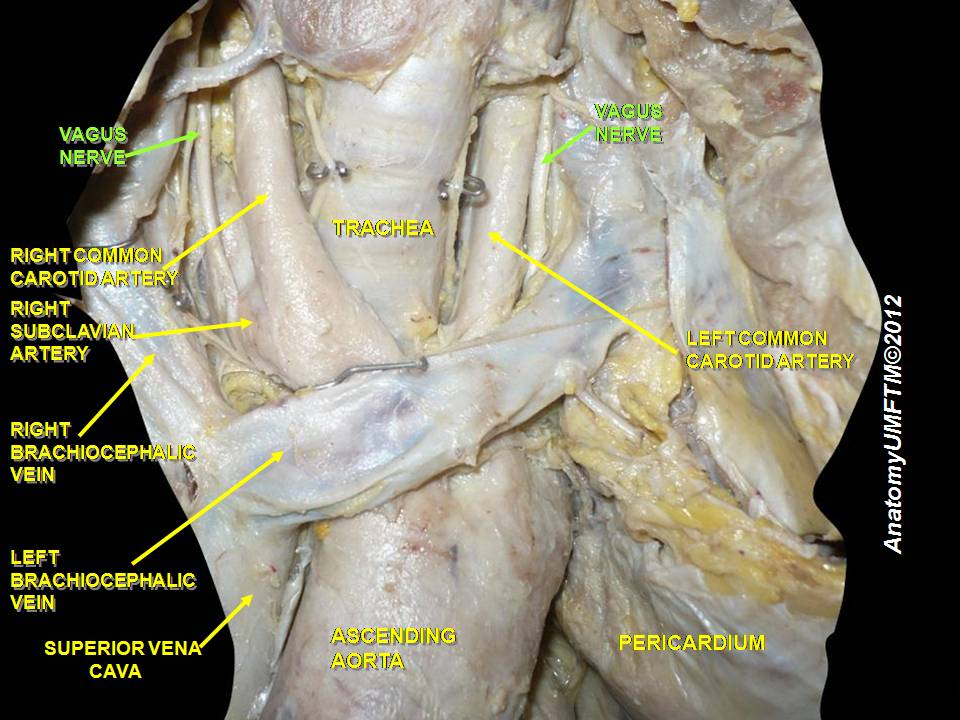
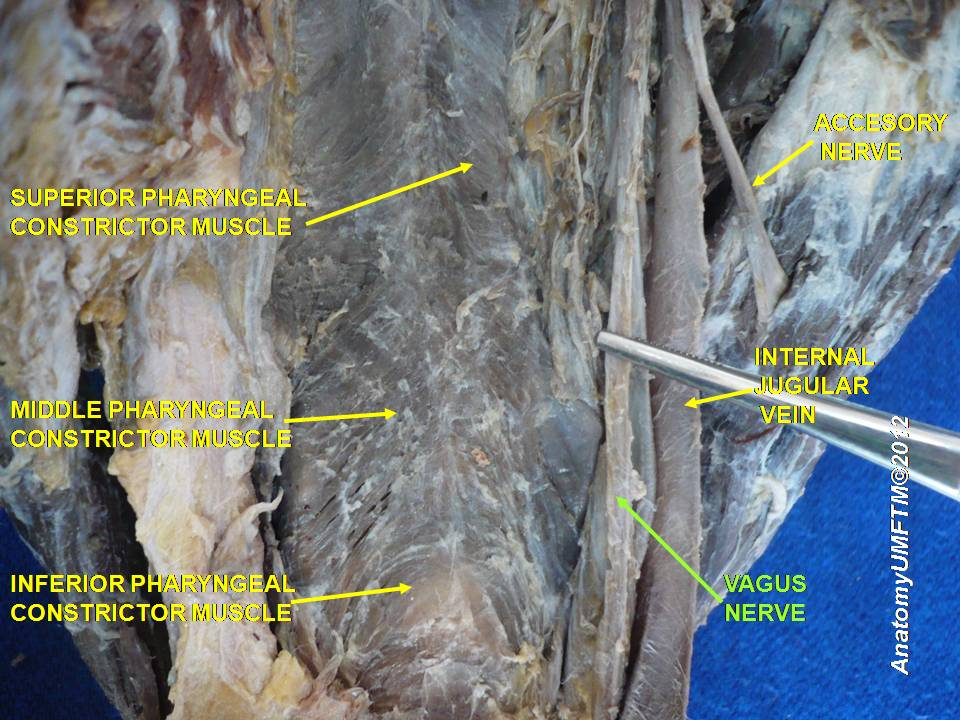